# 東京都道311号環状八号線

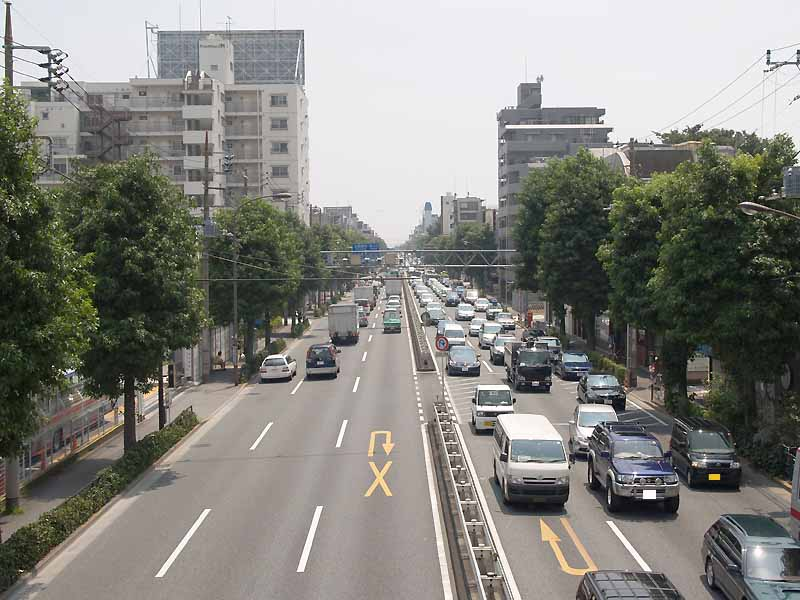
東京都世田谷区瀬田二丁目（東急バス瀬田営業所）付近 内回り

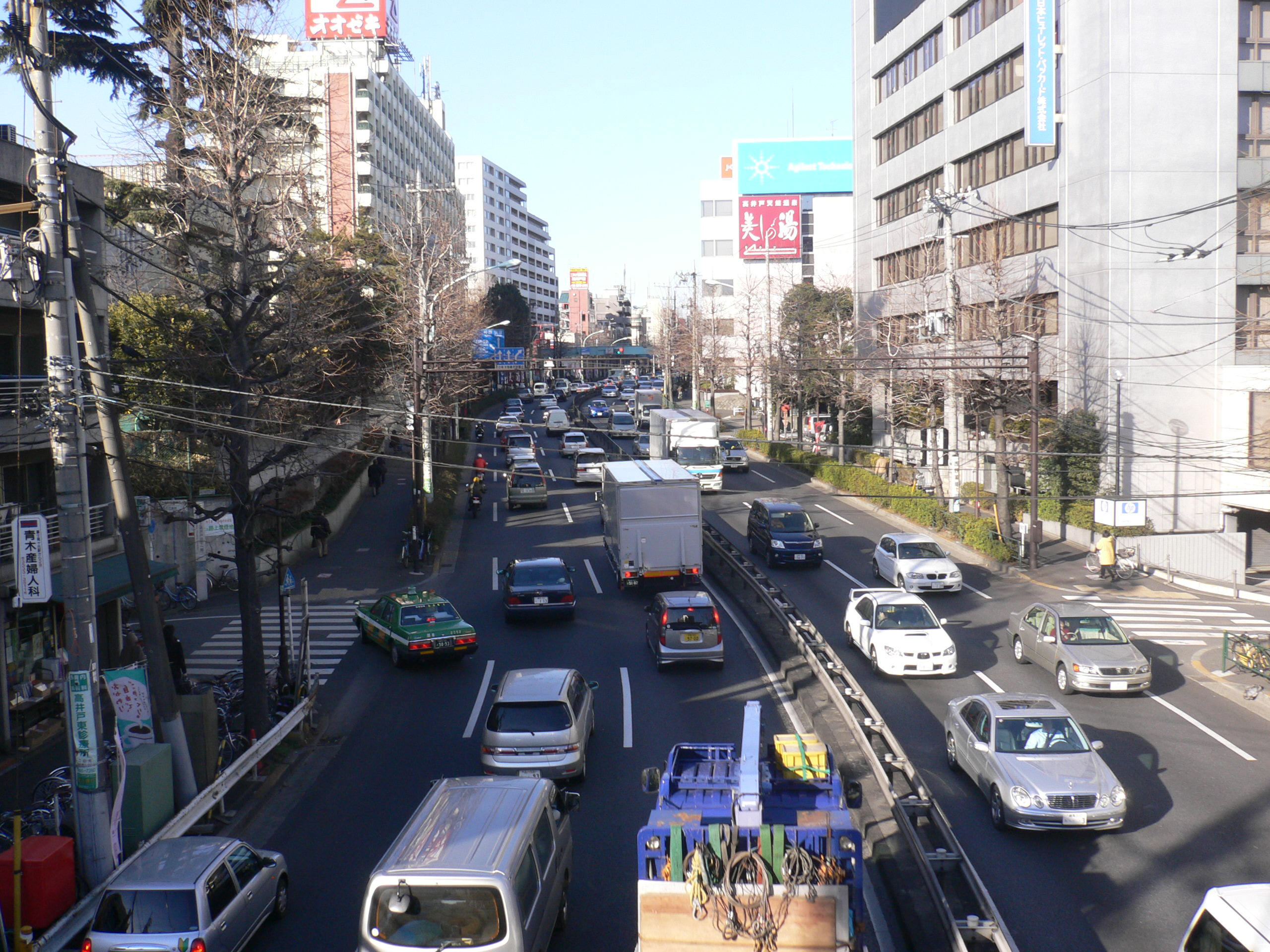
東京都杉並区高井戸駅より外回り

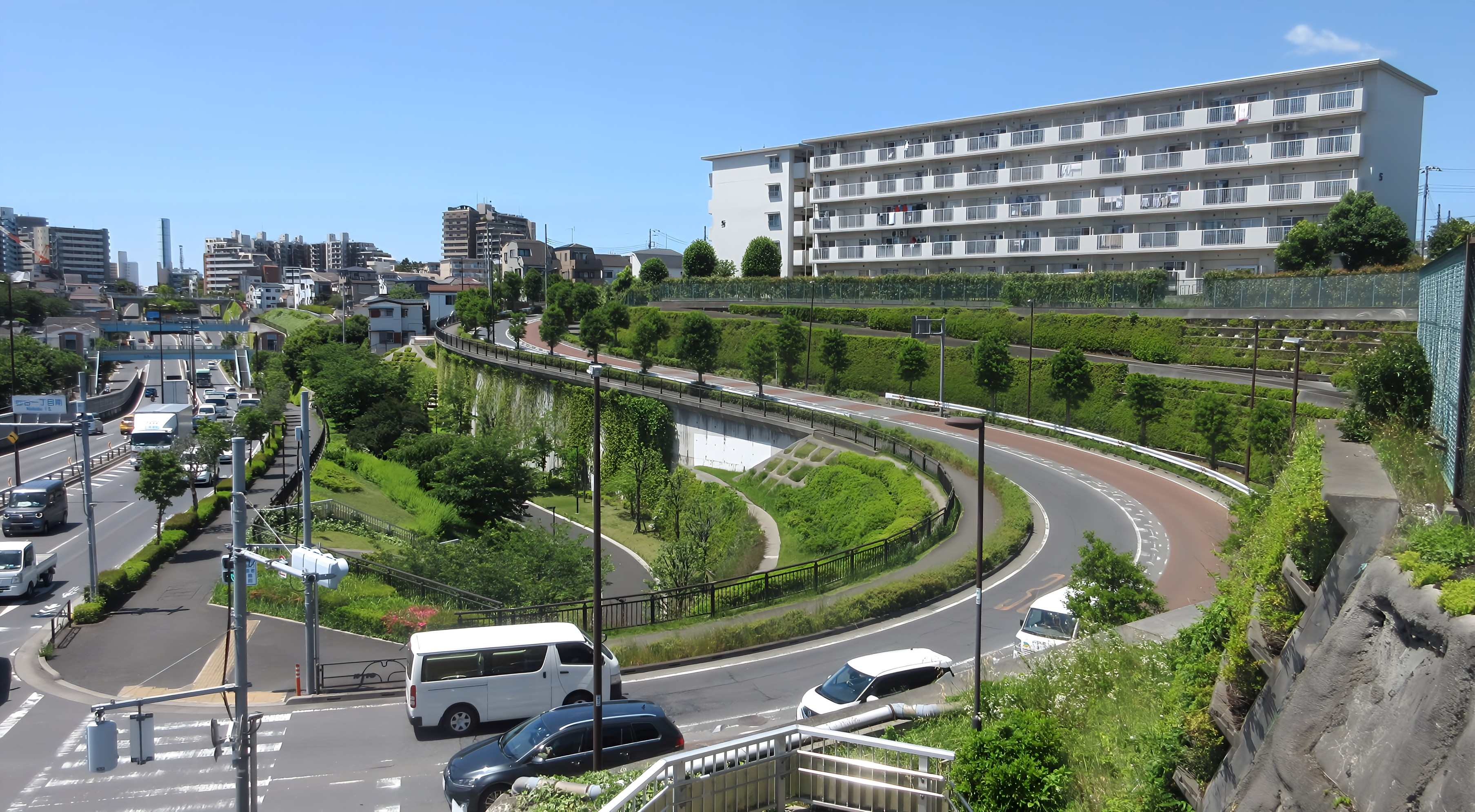
板橋区西台一丁目南(左が環八通り、右が西徳通り)

東京都道311号環状八号線（とうきょうとどう311ごう かんじょうはちごうせん）は、東京都大田区羽田空港から、世田谷区、杉並区、練馬区、板橋区を経由して東京都北区岩淵町に至る環状（実際には半円状）の都道（主要地方道）。
路線名は都市計画道路事業名である「東京都市計画道路幹線街路環状第8号線」に由来し、通称は「環八通り（かんぱちどおり）」。

## 概要
起点付近に羽田空港があり、第三京浜、東名高速道路、中央自動車道の起点インターと接続し、笹目通りおよび目白通り経由で関越自動車道とも接続している。また、国道20号（甲州街道）、国道246号（玉川通り）といった主要一般道路とも交差している。
早朝から深夜まで終日交通量が非常に多く、一般に東京23区の道路は日曜・祝日の交通量は少ないが、環八は日曜・祝日・深夜も渋滞が発生する。国道20号と交差する高井戸周辺や、国道246号と交差する瀬田周辺は、交通容量不足から慢性的な渋滞箇所となっている。
毎週土曜22時から翌日曜7時まで、大田区の田園調布警察署前交差点から杉並区の四面道交差点まで、大型貨物自動車等の通行が禁止される。ただし規制区間を横断することは可能である。
高井戸ICからは中央自動車道に入れないため、環状八号線から中央自動車道に入る為には、上高井戸一丁目交差点で甲州街道に入り、調布ICまで行く必要がある。

### 路線データ
- 本線（Google マップ）
  - 起点：大田区羽田空港三丁目（湾岸道路交点）
  - 終点：北区岩淵町（北本通り交点）
  - 総延長：約44.220 km

都道「環状八号線」の路線認定上の起点は大田区羽田空港三丁目であるが、道路区域の起点は穴守橋東詰である（国道131号重用）。湾岸道路交点（おおとり橋）から羽田空港トンネルを抜けて国際貨物ターミナル付近までは国道357号の指定区間として国土交通省関東地方整備局東京国道事務所が、国際貨物ターミナル付近から穴守橋東詰までは東京国際空港の構内道路として国土交通省東京航空局東京空港事務所が、それぞれ管理している。

## 歴史
初期構想は、旧東京市が1927年に発表した「大東京道路網計画」に含まれていたもので、当初から現在の東京23区の西側半周のみを結ぶ計画であった。しかし、本格着工されぬまま、ところどころルート上の既存の道路を「環状道路」に指定した程度で、戦時体制に入った為計画は一旦凍結された。
戦後の1946年3月、「戦災地復興計画方針」において都市計画決定されたが、瀬田交差点（世田谷区）を挟むわずかな区間の既存の道路が拡幅された程度であった。本格着工は10年後の1956年だが、同時期に構想・計画された環状七号線（環七）や産業道路が1964年の東京オリンピック関連工事とされて速やかに着工されたのに比べると、当時の沿線は未だ高速道路はおろか多摩川を渡る橋さえも少なく、交通需要が小さかったため後回しとなった。なお、当初計画での終点は足立区新田上町（現：足立区新田一丁目）であったが、1962年12月の計画変更により北区岩淵町までに短縮されている。
1965年に第三京浜道路が開通し、瀬田交差点から玉川ICまで（いずれも世田谷区）が重複区間とされた頃から、沿線が急速に住宅地化されて自家用車が普及し、交通需要が急増した。更に、以降次々に開通する東名高速道路（1968年）、中央自動車道（1976年）、東京川越道路（1971年、後の関越自動車道）の各起点を、渋滞が激しく線形も悪い首都高速道路に代わって短絡するルートとなり、大型車をはじめとする通過需要も加わったため、整備が急がれることになったが、過密化した土地利用と急上昇した地価に対して用地取得は進まず、全線開通は遅れることとなった。
また、1970年代には地域住民から道路の構造を人間優先（歩道を拡幅）にするよう要求があり、荻窪以北では片側3車線から2車線へ車線数が減らされるなど、区間によって車線数が異なり渋滞が生じるきっかけにもなった。
最後まで残ったのは練馬区の井荻トンネルから目白通り間と、練馬区の川越街道から板橋区の環八高速下交差点（首都高速5号池袋線との交差場所）までの区間で、2006年5月28日に供用が開始された。全線開通は戦後の正式な計画決定からも60年かかったことになる。
なお、全線開通記念式典で東京都知事の石原慎太郎（当時）は『（本格着工から）50年かかった』と発言している。この間の総工費はおよそ5千億円であったと言われる。
この区間が開通するまでは、笹目通りや高島通りが環八通りの役割を果たしており、一部の道路地図上では笹目通りのうち、東京・埼玉の都県境から南側が環八通りという表記をされていた。

## 路線状況

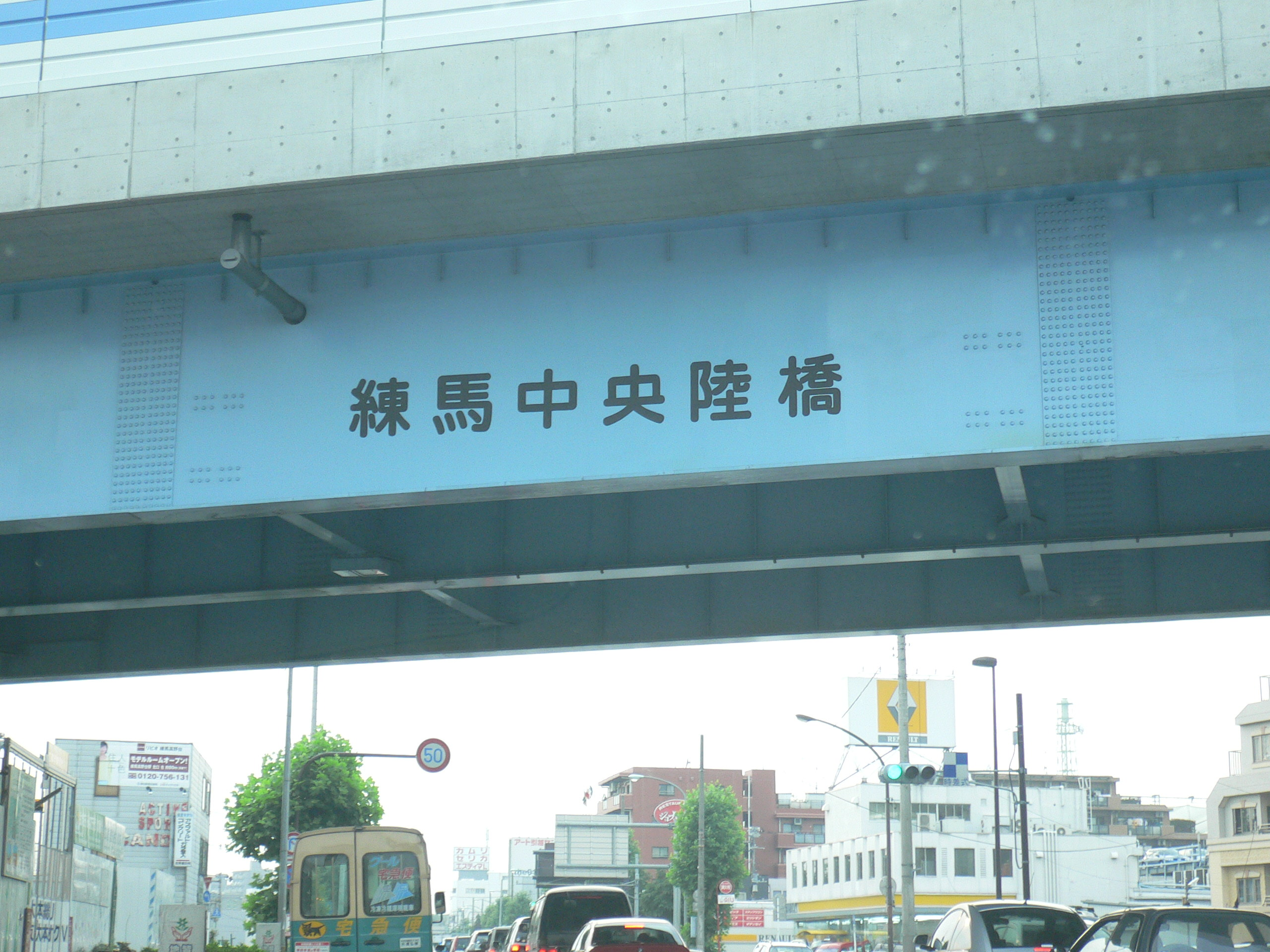
練馬中央陸橋。目白通り（前後）との交点。

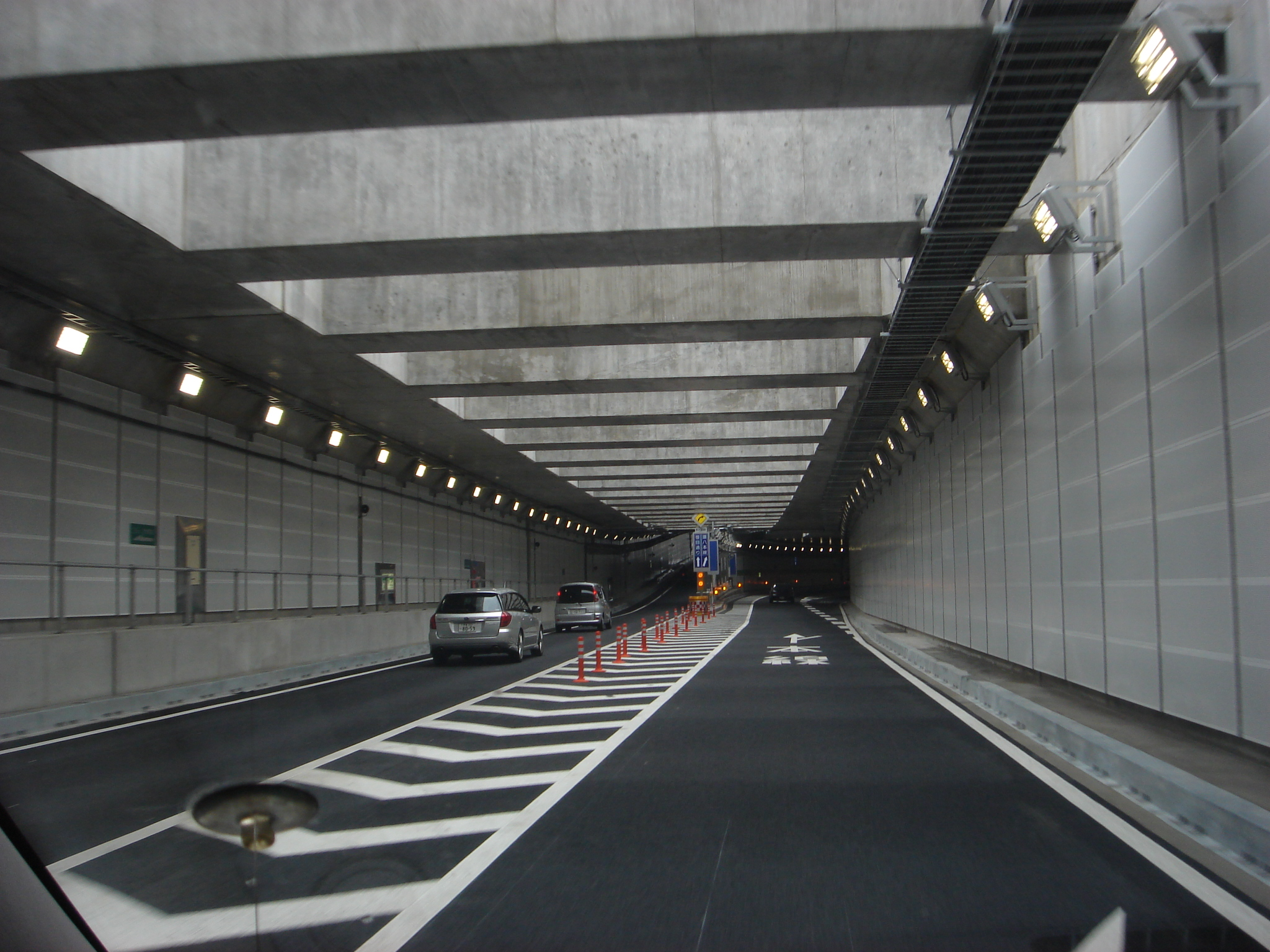
井荻トンネル 外回り 分岐部

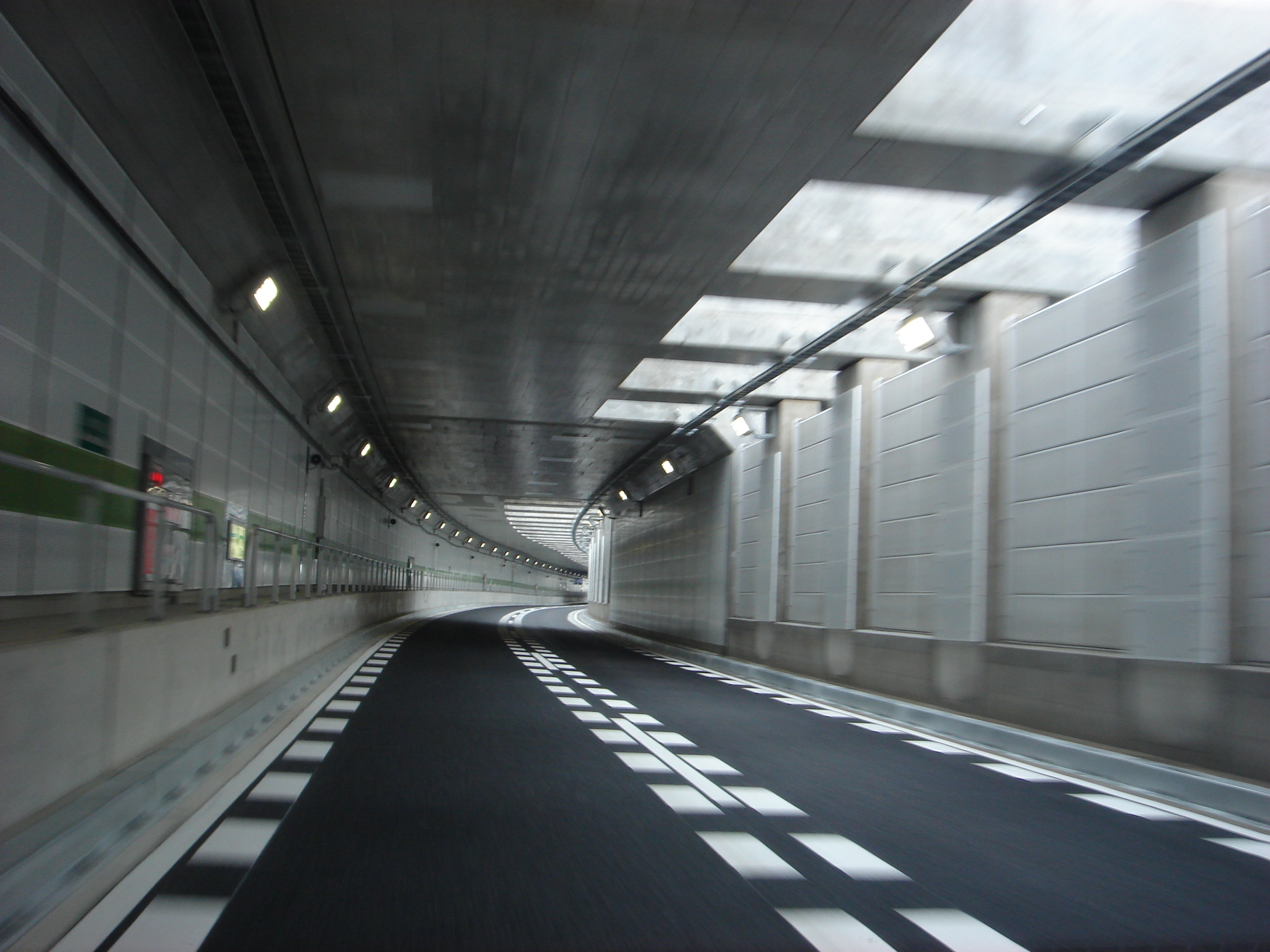
練馬トンネル 外回り

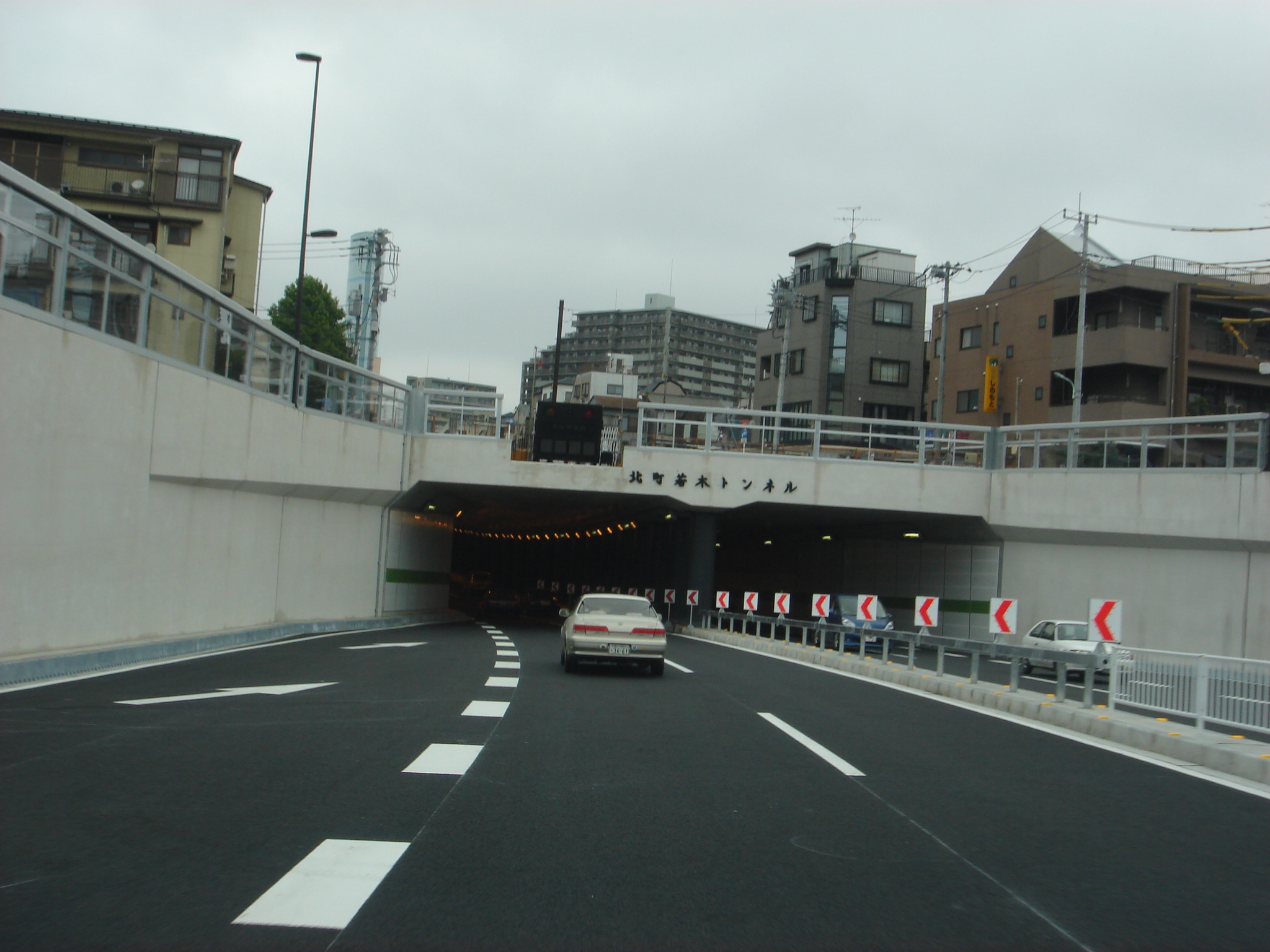
北町若木トンネル 外回り

最高速度は概ね60 km/h。大田区内は50 km/hであったが、最高速度規制の見直しにより法定速度に見直された。

### 通称
- 環八（かんぱち）通り（東京都通称名設定公告 整理番号87、1984年5月1日 東京都広報）

### 重複区間
国道131号
大田区羽田空港（穴守橋交差点付近） - 大田区東糀谷（大鳥居交差点）
国道466号
世田谷区瀬田・玉川台（瀬田交差点） - 世田谷区上野毛・野毛（第三京浜道路玉川IC）
東京都道441号池袋谷原線（旧富士街道）
練馬区春日町（春日町交番前（練馬春日町駅付近）交差点） - 練馬区平和台（平和台駅前交差点）

### 支線
以下の区間も環状八号線に指定されている。
補助126号線
世田谷区奥沢 - 世田谷区東玉川（東玉川交差点）
放射35号線
練馬区平和台（平和台駅前交差点） - 練馬区北町（新大宮バイパス入口交差点）
補助第333号線（多摩川スカイブリッジ）
東京都内

### 道路施設

#### 橋梁
- 穴守橋（海老取川、東京都大田区）
- 玉沢橋（谷沢川、東京都世田谷区）
- 佃橋（神田川、東京都杉並区）
- 荻窪橋（善福寺川、東京都杉並区）
- 練馬中央陸橋（目白通りとの立体交差と連続）（石神井川、東京都練馬区）
- 高松橋（外回り側道）（石神井川、東京都練馬区）
- 貫井橋（内回り側道）（石神井川、東京都練馬区）
- 多摩川スカイブリッジ（多摩川、東京都大田区、支線）

#### トンネル
- 井荻トンネル（東京都練馬区）
- 練馬トンネル（東京都杉並区井草 - 練馬区貫井・2006年5月28日開通）
- 北町若木トンネル（東京都練馬区北町 - 板橋区相生町・2006年5月28日開通）
- 練馬トンネル地上部（東京都練馬区南田中二 - 練馬区貫井四・2007年12月9日開通）

## 地理
周辺には、東京国際空港（羽田空港）などがある。

### 通過する自治体
- 東京都
  - 大田区 - 世田谷区 - 杉並区 - 練馬区 - 板橋区 - 北区

### 交差する道路
本線
| 交差する道路                                   | 交差する道路                                   | 交差点名       | 所在地   |
| ---------------------------------------------- | ---------------------------------------------- | -------------- | -------- |
| 国道357号（東京湾岸道路）                      | 国道357号（東京湾岸道路）                      | おおとり橋     | 大田区   |
| 首都高速道路湾岸線（湾岸環八出入口）           |                                                |                | 大田区   |
| 支線（多摩川スカイブリッジ）                   |                                                |                | 大田区   |
| 国道131号                                      |                                                |                | 大田区   |
| 首都高速1号羽田線（羽田出入口）                | 首都高速神奈川1号横羽線（羽田出入口）          | 羽田ランプ     | 大田区   |
| 国道131号（産業道路）                          | 東京都道6号東京大師横浜線（産業道路）          | 大鳥居         | 大田区   |
| 国道15号（第一京浜）                           | 国道15号（第一京浜）                           | 南蒲田         | 大田区   |
| 補助27号線（東邦医大通り）                     | 補助27号線（東邦医大通り）                     | 蒲田郵便局前   | 大田区   |
| 東京都道11号大田調布線（多摩堤通り）           | 東京都道11号大田調布線（多摩堤通り）           | 多摩川1丁目    | 大田区   |
| 国道1号（第二京浜）                            | 国道1号（第二京浜）                            | 矢口陸橋       | 大田区   |
| 東京都道11号大田調布線（多摩堤通り）           | 東京都道421号東品川下丸子線（池上通り）        | 千鳥3丁目      | 大田区   |
| 東京都道11号大田調布線（多摩堤通り）           |                                                | 区民プラザ入口 | 大田区   |
| 東京都道2号東京丸子横浜線（中原街道）          | 東京都道2号東京丸子横浜線（中原街道）          | 田園調布警察前 | 大田区   |
| 東京都道426号上馬奥沢線（自由通り）            | 東京都道426号上馬奥沢線（自由通り）            | 東玉川         | 世田谷区 |
| 東京都道312号白金台町等々力線（目黒通り）      | 東京都道312号白金台町等々力線（目黒通り）      | 等々力不動前   | 世田谷区 |
| 国道466号（E83 第三京浜・玉川IC）              | 国道466号（E83 第三京浜・玉川IC）              | 第三京浜入口   | 世田谷区 |
|                                                | 東京都道416号古川橋二子玉川線（駒沢通り）      | 多摩美大前     | 世田谷区 |
| 東京都道427号瀬田貫井線 国道246号（玉川通り）  | 東京都道427号瀬田貫井線 国道246号（玉川通り）  | 瀬田           | 世田谷区 |
| E1 東名高速道路（東京IC）                      | 首都高速3号渋谷線（用賀出入口）                |                | 世田谷区 |
| 東京都道3号世田谷町田線（世田谷通り）          | 東京都道3号世田谷町田線（世田谷通り）          | 三本杉陸橋     | 世田谷区 |
| 東京都道428号高円寺砧浄水場線（荒玉水道道路）  | 東京都道428号高円寺砧浄水場線（荒玉水道道路）  | ※信号なし      | 世田谷区 |
| 東京都道118号調布経堂停車場線                  | 東京都道118号調布経堂停車場線                  | 千歳台         | 世田谷区 |
| 国道20号（甲州街道）                           | 国道20号（甲州街道）                           | 上高井戸1丁目  | 世田谷区 |
| 東京都道14号新宿国立線（東八道路）             | 東京都道14号新宿国立線（東八道路）             | 中の橋         | 杉並区   |
| 東京都道14号新宿国立線（人見街道）             |                                                |                | 杉並区   |
| 東京都道7号杉並あきる野線（井ノ頭通り）        | 東京都道413号赤坂杉並線（井ノ頭通り）          | 環八井の頭     | 杉並区   |
| 東京都道7号杉並あきる野線（五日市街道）        | 東京都道7号杉並あきる野線（五日市街道）        | 環八五日市     | 杉並区   |
| 東京都道4号東京所沢線（青梅街道）              | 東京都道4号東京所沢線（青梅街道）              | 四面道         | 杉並区   |
| 東京都道438号向井町新町線（早稲田通り）        | 東京都道438号向井町新町線（早稲田通り）        | 清水3丁目      | 杉並区   |
| 東京都道245号杉並田無線（新青梅街道）          | 東京都道440号落合井草線（新青梅街道）          | 井草3丁目      | 杉並区   |
| 東京都道439号椎名町上石神井線（千川通り）      |                                                |                | 杉並区   |
| 東京都道25号飯田橋石神井新座線（旧早稲田通り） | 東京都道25号飯田橋石神井新座線（旧早稲田通り） |                | 練馬区   |
| 東京都道443号南田中町旭町線（笹目通り）        | 東京都道443号南田中町旭町線（笹目通り）        | 環八南田中     | 練馬区   |
| 東京都道8号千代田練馬田無線（目白通り）        | 東京都道8号千代田練馬田無線（目白通り）        | 練馬中央陸橋   | 練馬区   |
| 東京都道443号南田中町旭町線                    |                                                |                | 練馬区   |
| 東京都道441号池袋谷原線                        |                                                | ※信号なし      | 練馬区   |
| 東京都道442号北町豊玉線                        |                                                |                | 練馬区   |
| 支線（放射35号線）                             | 東京都道441号池袋谷原線                        | 平和台駅前     | 練馬区   |
| 国道254号（川越街道）                          | 国道254号（川越街道）                          | 練馬北町陸橋   | 練馬区   |
| 東京都道447号赤羽西台線                        | 首都高速5号池袋線（中台出入口）                | 環八高速下     | 板橋区   |
| 国道17号（中山道）                             | 国道17号（中山道）                             | 志村3丁目      | 板橋区   |
| 東京都道447号赤羽西台線                        | 東京都道447号赤羽西台線                        | 赤羽北2丁目    | 北区     |
| 国道122号（岩槻街道・北本通り）                | 東京都道445号常盤台赤羽線                      | 赤羽           | 北区     |

支線（放射35号線）
| 交差する道路                                   | 交差点名           | 所在地 |
| ---------------------------------------------- | ------------------ | ------ |
| 東京都道441号池袋谷原線 氷川台駅方面           |                    |        |
| 本線（環八通り）                               | 平和台駅前         | 練馬区 |
| 国道254号（川越街道）                          | 新大宮バイパス入口 | 練馬区 |
| 国道17号（新大宮バイパス）笹目橋・さいたま方面 |                    |        |

### 交差・並行している鉄道路線と駅
環七と比べ、道路と駅の隣接率が低い、鉄道路線との並行区間が多いことなどが特徴である。■印は、道路建設当時に高架化された鉄道。
- 東京モノレール羽田空港線 - 天空橋駅 - 新整備場駅付近で並行。
- 京急空港線 - 京急蒲田駅 - 羽田空港第3ターミナル駅付近で並行。
- 京急本線 - 交差地点に駅が無い。京急蒲田駅が近い。
- JR京浜東北線 - 交差地点に駅が無い。蒲田駅が近い。
- JR東海道線 - 上記の京浜東北線と同地点（品川駅 - 川崎駅との間）。
- 東急池上線 - 雪が谷大塚駅 - 蒲田駅付近で並行。
- 東急多摩川線 - 全区間で並行。
- JR横須賀線、湘南新宿ライン - 交差地点に駅が無い。西大井駅と武蔵小杉駅の間で交差する。
- JR東海道新幹線 - 上記の横須賀線、湘南新宿ラインと同地点（品川駅 - 新横浜駅との間）。
- 東急目黒線、東横線 - 交差地点に駅が無い。田園調布駅が近い。
- 東急大井町線 - 九品仏駅 - 上野毛駅付近で並行。
- 東急田園都市線 - 交差地点に駅が無い。用賀駅が近い。
- ■小田急小田原線 - 交差地点に駅が無い。千歳船橋駅が近い。
- ■京王線 - 八幡山駅
- ■京王井の頭線 - 高井戸駅
- JR中央本線 - 交差地点に駅が無い。荻窪駅[9]が近い。
- 西武新宿線 - 井荻駅
- 西武池袋線 - 交差地点に駅が無い。練馬高野台駅が近い。
- 都営地下鉄大江戸線 - 練馬春日町駅
- 東京メトロ有楽町線、副都心線 - 平和台駅
- 東武東上本線 - 交差地点に駅が無い。東武練馬駅が近い。
- 都営地下鉄三田線 - 交差地点に駅が無い。志村三丁目駅が近い。
- JR埼京線 - 北赤羽駅
- JR東北新幹線 - 上記の埼京線と同地点（上野駅 - 大宮駅との間）。
- JR京浜東北線 - 交差地点に駅が無い。赤羽駅と川口駅の間で交差する。赤羽駅が近い。
- JR宇都宮線、上野東京ライン、湘南新宿ライン - 上記の京浜東北線と同地点（赤羽駅 - 浦和駅との間）。
- 東京メトロ南北線、埼玉高速鉄道線 - 赤羽岩淵駅

## 環八雲

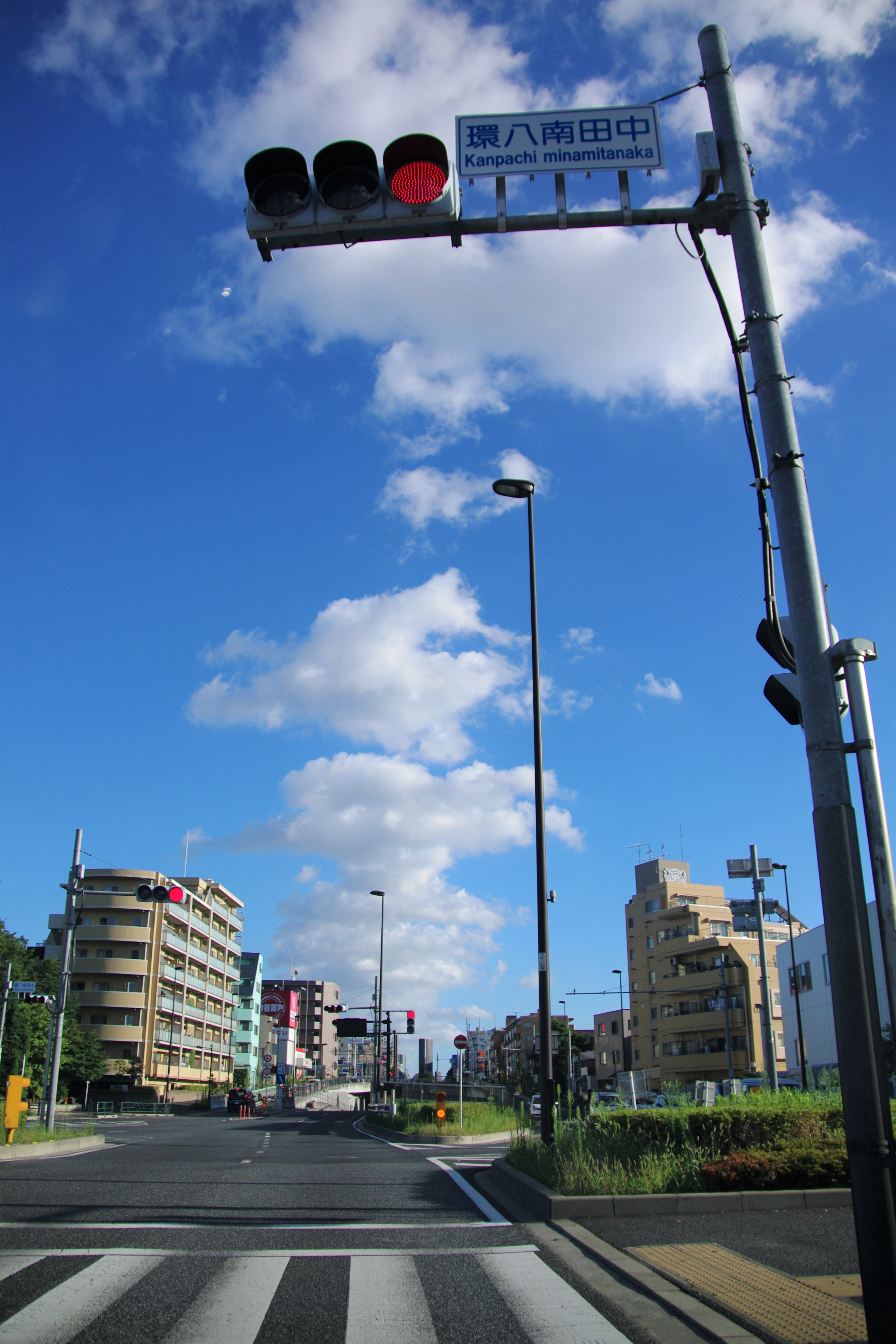
環八雲

環八雲は、東京の西側の環状八号線の沿線の上空で形成される積雲列のことで、主に夏の午後に見られる。
環八雲の形成要因として、海陸風とヒートアイランドが挙げられる。環状八号線の沿線では、東京湾からの南南東の海風と相模湾からの南南西の海風が収束するが、収束帯において上昇気流が発生することにより雲が形成される。また、ヒートアイランドの発生は上昇気流により形成される雲の量を増加させる。
なお、かつては自動車の排気ガスにより環八雲が形成されたという説があった。また、環八雲とゲリラ豪雨との関係性については科学的根拠はないとされる。